# Un héroe anónimo (película de 2022)
Un héroe anónimo ( en francés: Viens je t'emmène ) es una película de comedia dramática francesa de 2022 dirigida por Alain Guiraudie. Protagonizada por Jean-Charles Clichet, en el papel de un joven informático que se enamora de una veterana prostituta.

## Argumento
Un día cualquiera Mérédic se encuentra con una mujer que se prostituye por su barrio. Le dice que está en contra de la prostitución pero que se acostaría con ella sin pagar nada a cambio. Antes de que un cliente la recoja con su coche, Méredic le da su teléfono y le insiste en verse. Más tarde la mujer contacta con el joven y le dice que al caer la tarde pregunte en el Hotel de France por Isadora. En efecto, ella lo recibe en una habitación echada en la cama con su mejor juego de lencería fina. Desde ese instante el joven Mérédic intentará mantener una relación verdaderamente inestable.

## Reparto
- Jean-Charles Clichet - Médéric
- Noémie Lvovsky - Isadora
- Iliès Kadri - Selim
- Michel Masiero - M. Coq

## Producción
El rodaje comenzó el 28 de enero de 2020 en Clermont-Ferrand. Después de 40 días de rodaje de un total de 48, el rodaje se suspendió debido al primer confinamiento de la pandemia de COVID-19 en Francia. La producción se reanudó el 8 de junio de 2020, rodándose los tres días restantes en Clermont y cinco días en los estudios Epinay, de Épinay-sur-Seine. Fue una de las primeras películas francesas en reanudar su producción después del confinamiento.